# Epipsylla viridis
Epipsylla viridis är en insektsart som beskrevs av Yang 1984. Epipsylla viridis ingår i släktet Epipsylla och familjen rundbladloppor. Inga underarter finns listade i Catalogue of Life.